# Регион ABC

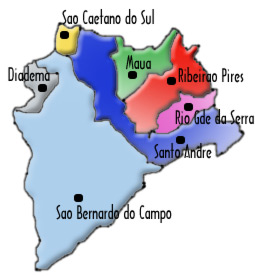
Регион ABC

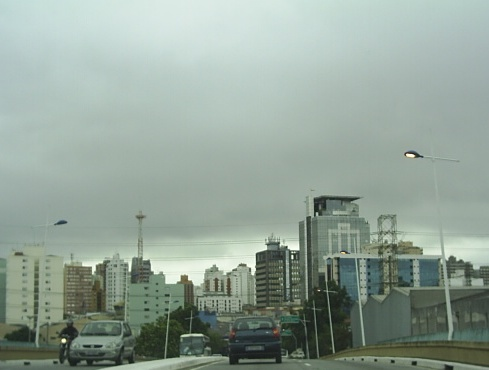
Сан-Каэтану-ду-Сул, город с высоким ИЧР в Бразилии.

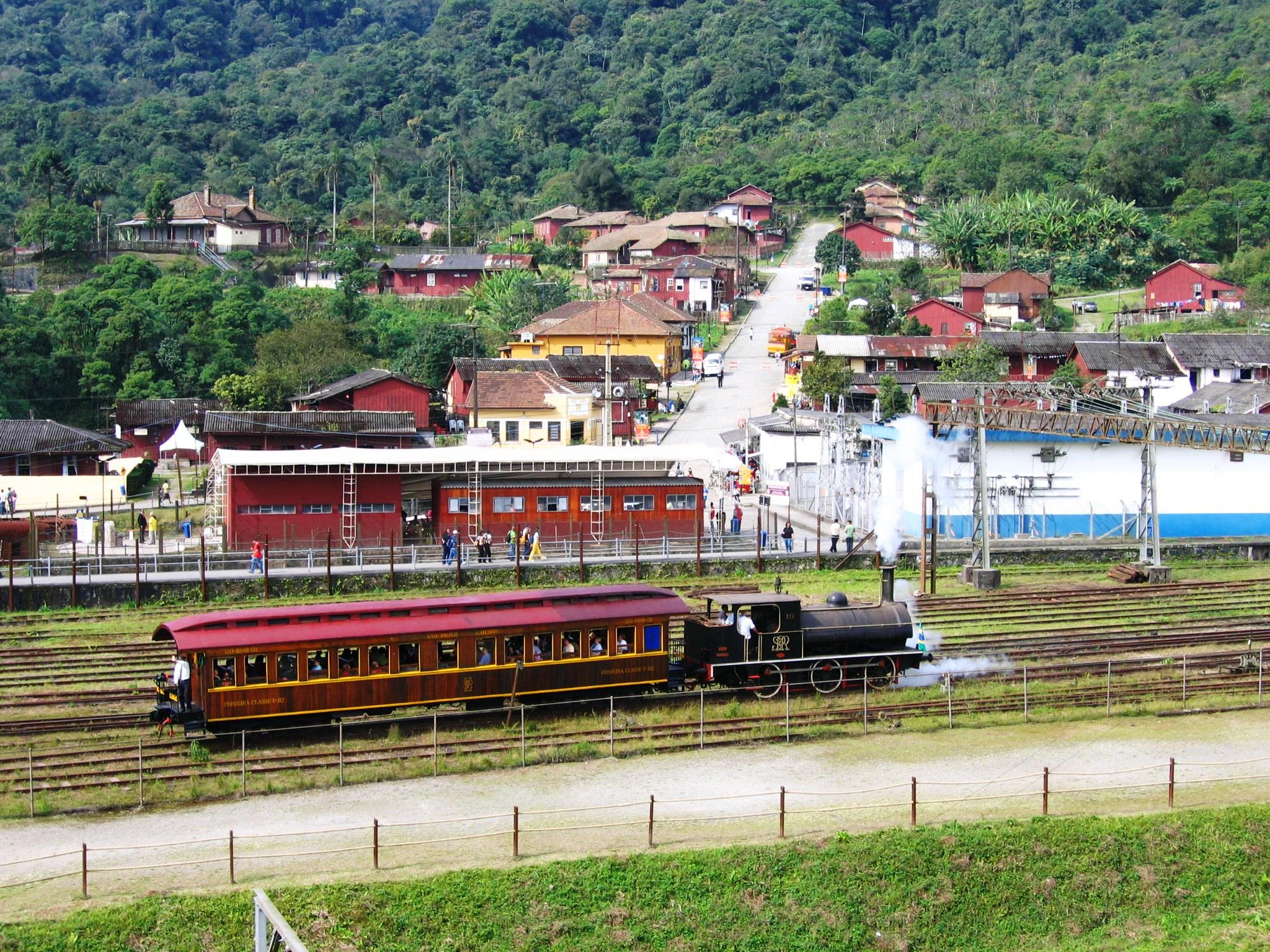
Паранапиакаба, район Санту-Андре, туристический центр города.

Регион ABC (порт.  Região do Grande ABC или ABC Paulista) — промышленный район в бразильском штате Сан-Паулу, название которого происходит от городов Santo André (A), São Bernardo do Campo (B) и São Caetano do Sul (C). Иногда название расширяется до ABCD, включая муниципалитет  Diadema или до ABCDMRR, с добавлением муниципалитетов Mauá,  Ribeirão Pires и Rio Grande da Serra.